# 머드허니
머드허니(Mudhoney)는 미국의 록 밴드이다.